# 南アフリカ連邦

南アフリカ連邦
Union of South Africa (英語)
Unie van Suid-Afrika (アフリカーンス語)
Unie van Zuid-Afrika (オランダ語)

国歌: God Save the King（英語）
国王陛下万歳（1910年 - 1952年）
God Save the Queen（英語）
女王陛下万歳（1952年 - 1957年）
Die Stem van Suid-Afrika（アフリカーンス語）
南アフリカの呼び声（1957年以降）

赤：南アフリカ連邦
斜線部：南西アフリカ

南アフリカ連邦（みなみアフリカれんぽう、英語: Union of South Africa、アフリカーンス語: Unie van Suid-Afrika、オランダ語: Unie van Zuid-Afrika）は、かつて南部アフリカに存在した立憲君主制国家、英連邦王国。

## 概要
1910年5月31日、イギリスの自治領南アフリカ連邦が成立。人口のごく少数を占める白人が黒人を強権的に支配する政治体制を敷き、1911年には白人労働者の保護を目的とした最初の人種差別法「鉱山労働法」が制定された。
1931年に自治領の独立を認めるウェストミンスター憲章が採択され、実質的に本国イギリスと同等の主権国家となった。1934年にはイギリス国会で南アフリカ連邦地位法が可決され、正式に主権国家として規定され、イギリス連邦内で独立（英連邦王国）。これ以降、人種差別政策を一層推し進めていき、1959年にはバントゥースタン制度を制定。白人と黒人の分離を積極的に行い、後にホームランドという形式上の独立国に黒人を押し込んだ。1960年に発生したシャープビル虐殺事件では国際的な非難を浴び、世界的孤立が一層強まった。翌1961年、これらアパルトヘイト政策への国際的批判に反発し、イギリス連邦を離脱。共和制へ移行し南アフリカ共和国が成立した。

## 南西アフリカとの関係
1840年、イギリスがウォルビスベイ一帯の領有を開始した。しかし、その他の地域の支配には及ばず、南西アフリカ（現在のナミビア）は1883年にドイツ帝国の植民地となった。
1910年、イギリスがウォルビスベイ一帯をドイツ帝国に奪われないようにするため、南アフリカ連邦の一部とさせた。第一次世界大戦時の1914年にウォルビスベイ一帯はドイツ帝国に占領されたが、1915年に南西アフリカ全土を占領し、戦後の1921年、国際連盟によって南アフリカ連邦の委任統治領とされた。この時、ウォルビスベイも南西アフリカの一部とされた。1922年と1924年に原住民による反乱が起きたが勝利し、第二次世界大戦まで本土と同じ政策がとられ、白人入植者が黒人先住民を支配した。
第二次世界大戦後に国際連盟が解散したのに乗じ、委任統治の終了と併合を宣言した。だが国際的に認められず、国際法上不法占領とされた。
1959年12月10日にウィントフックでウィントフックの虐殺が起こり、民族解放運動が高揚した。1960年の国連総会で委任統治から信託統治領へ移行させるとした決議が可決されたが、南アフリカ連邦は決議を拒否し、実効支配を続けた。1962年にナミビアで民族解放組織、南西アフリカ人民機構 (SWAPO) が結成され、南アフリカへの圧力となった。
その後、南アフリカ共和国となった5年後、ナミビア独立戦争（1966年-1990年）が起こり、南西アフリカは1990年3月21日にナミビアとして独立した。
ウォルビスベイはナミビア独立後も南アフリカが占領していたが、1994年3月1日にナミビアに返還された。